# Cryptonevra flavitarsis
Cryptonevra flavitarsis är en tvåvingeart som först beskrevs av Johann Wilhelm Meigen 1830.  Cryptonevra flavitarsis ingår i släktet Cryptonevra och familjen fritflugor. Arten är reproducerande i Sverige. Inga underarter finns listade i Catalogue of Life.